# Лигазная цепная реакция
Лигазная цепная реакция (LCR, ЛЦР) представляет собой метод амплификации ДНК, он отличается от PCR тем, что в нём используется термостабильная лигаза для соединения двух зондов или других молекул вместе, которые затем могут быть амплифицированы с помощью стандартной циклической полимеразной цепной реакции (ПЦР) (Barany, 1991). Каждый цикл приводит к удвоению молекулы нуклеиновой кислоты-мишени. Ключевым преимуществом ЛЦР является большая специфичность по сравнению с ПЦР. Таким образом, для правильной работы ЛЦР требуются два совершенно разных фермента: лигаза для соединения молекул зонда вместе и термостабильная полимераза (например, полимераза Taq) для амплификации тех молекул, которые участвуют в успешном лигировании. Зонды, участвующие в лигировании, сконструированы таким образом, что 5'-конец одного зонда непосредственно примыкает к 3'-концу другого зонда, тем самым обеспечивая необходимые субстраты групп 3'-ОН и 5'-PO4 для лигазы.
Первоначально ЛЦР была разработана для обнаружения точечных мутаций; единственное несовпадение оснований на стыке двух молекул зонда — это все, что необходимо для предотвращения лигирования. При выполнении лигирования прямо в конце олигонуклеотидного зонда будут допускаться только идеально подобранные дуплексы праймера. ЛЦР также можно использовать для амплификации молекул матрицы, которые были успешно лигированы, с целью оценки эффективности лигирования и получения большого количества продукта с ещё большей специфичностью, чем ПЦР. Таким образом, ЛЦР не обязательно является альтернативой, а скорее дополнением к ПЦР.

## Целевые условия
Метод широко используется для обнаружения мутаций с одним основанием, например, при генетических заболеваниях.
ЛЦР и ПЦР могут использоваться для выявления гонореи и хламидиоза и могут выполняться на образцах мочи первого сбора, обеспечивая легкий сбор и большой выход микроорганизмов. Эндогенные ингибиторы ограничивают чувствительность, но если бы этот эффект можно было устранить, ЛЦР и ПЦР имели бы клинические преимущества перед любыми другими методами диагностики гонореи и хламидиоза. Среди этих методов LCR становится наиболее чувствительным методом с высокой специфичностью для обнаружения известного однонуклеотидного полиморфизма (SNP) (20). ЛЦР был впервые разработан Барани (Barany), который использовал термостабильную ДНК-лигазу для различения нормальной и мутантной ДНК и для амплификации аллель-специфического продукта. Несовпадение на 3'-конце дискриминирующего праймера не позволяет ДНК-лигазе соединить два фрагмента вместе. При использовании обеих цепей геномной ДНК в качестве мишеней для гибридизации олигонуклеотидов продукты, полученные из двух наборов соседних олигонуклеотидных праймеров, комплементарных каждой целевой цепи в одном раунде лигирования, могут стать мишенями для следующего раунда. Таким образом, количество продуктов может быть увеличено в геометрической прогрессии путем многократного термоциклирования.

## Использованная литература
1. ↑  Wiedmann, M (Feb 1994). Ligase chain reaction (LCR)--overview and applications. PCR Methods and Applications. 3 (4): S51—64. doi:10.1101/gr.3.4.s51. PMID 8173509.
2. ↑  Barany, F (Jan 1991). Genetic disease detection and DNA amplification using cloned thermostable ligase. Proc Natl Acad Sci U S A. 88 (1): 189–93. doi:10.1073/pnas.88.1.189. PMID 1986365.
3. ↑  Gregory, J. Locksmith MD. (1997). New diagnostic tests for gonorrhea and chlamydia. Primary Care Update for OB/GYNS. 4 (5): 161–167. doi:10.1016/S1068-607X(97)00044-9.

## Дальнейшее чтение
- Walker, J. M., & Rapley, R. (2005). Medical biomethods handbook. Totowa, N.J.: Humana Press. ISBN 978-1-59259-870-0